# M6 Heavy Tank
Der M6 Heavy Tank war ein schwerer US-amerikanischer Panzer, der während des Zweiten Weltkriegs entwickelt und gebaut wurde. Er kam über den Prototypenstatus nie hinaus und wurde nie im Gefecht eingesetzt.

## Geschichte
In der Zwischenkriegszeit hatten die USA aufgrund von Budgetkürzungen nur eine kleine Anzahl Panzer in Dienst. Diese bestand zudem aus leichten und überwiegend veralteten Typen. Die großen Erfolge der deutschen Panzerarmeen auf dem europäischen Festland, am Anfang des Zweiten Weltkriegs, verursachten ein Umdenken auf diesem Sektor. Nun wurden mehrere Entwicklungsprogramme für verschiedene Panzertypen in Auftrag gegeben, aus denen unter anderem der M4 Sherman, der M3 Stuart und auch der M6 Heavy Tank hervorgingen. Nach ersten Entwicklungsarbeiten bekam ein Multiturm-Konzept mit dem Namen T1 den Zuschlag. Drei Monate später entschied man sich jedoch, das Konzept zugunsten einer Einturm-Konstruktion aufzugeben. Diese Version hatte eine lange, vertikal stabilisierte 76-mm-Kanone und eine koaxiale 37-mm-Kanone in einem großen Turm eingebaut. Dazu kamen drei 12,7-mm- und zwei 7,62-mm-MGs. Zudem wurden verschiedene Antriebskonzepte getestet. Zwei der ersten drei Prototypen bekamen einen normalen Getriebemotor mit Drehmomentwandler (M6A1), der dritte einen elektrischen Antrieb (M6A2).

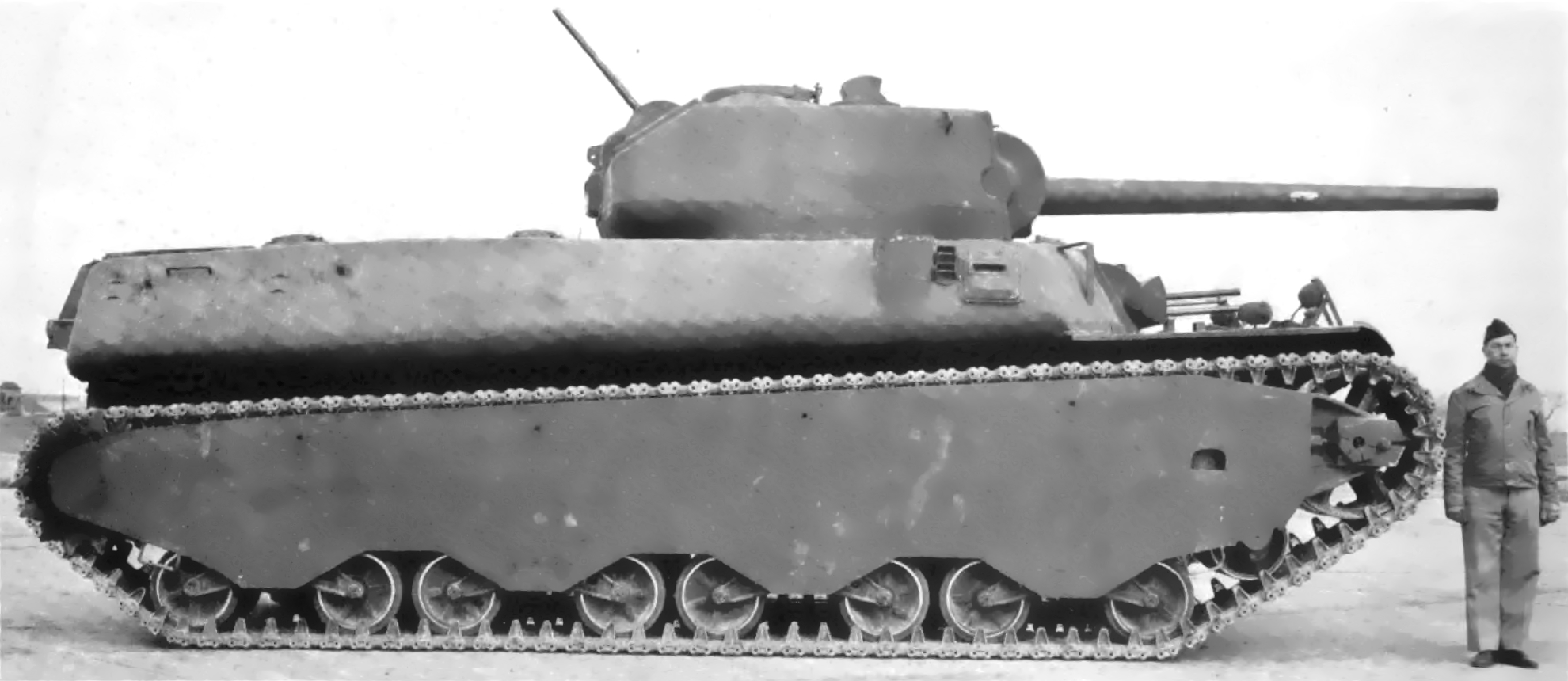
Größenvergleich des Fahrzeugs mit einem Menschen

Nach Abschluss der Konstruktionsarbeiten verloren die Militärs zunehmend das Interesse an einem schweren Panzer. Mittlere Panzer waren beweglicher bei nur etwas dünnerer Panzerung und nahezu gleicher Bewaffnung. Sie waren ein deutlich kleineres Ziel und zudem in der Herstellung günstiger. Trotzdem wurde eine Bestellung von 5000 Stück (250 Stück monatlich) gestartet. Mehrere Kürzungen bewirkten aber, dass nicht mehr als 40 Stück die Werkshallen verließen. Schließlich erfüllten die mittleren Panzer alle Aufgaben und bis zum M26 Pershing sollte es keine schweren Panzer in den US-Streitkräften geben.

## Erhaltene Exemplare
Im Army Ordnance Museum in Aberdeen, Maryland ist ein Exemplar des Panzers ausgestellt.